# Es Senia
Es Senia là một đô thị thuộc tỉnh Oran, Algérie. Dân số thời điểm năm 2002 là 64.797 người.